# Coribantes

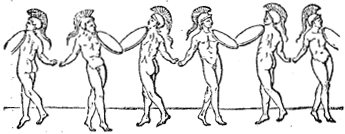
El baile coribante, ilustración del Dictionary of Greek and Roman Antiquities de William Smith (artículo «saltatio»).

En la mitología griega, los coribantes (en griego antiguo Κορύϐαντες Korúbantes), llamados cirbantes (Kurbantes) en frigio, eran bailarines míticos tocados con un casco, que celebraban el culto de la gran diosa frigia Cibeles, tocando el tamboril y bailando. Los curetes, con quien se les asocia a menudo e incluso a veces se les identifica, eran los nueve bailarines admiradores de Rea, la equivalente cretense de Cibeles. Una versión los considera autóctonos, y de los primeros hombres en nacer.

## Descripción
En cuanto a su ascendencia, algunos creen que los coribantes son hijos de Rea.  según Apolodoro son los hijos de Apolo y la musa Talía.  Estrabón dice que para los rodios «los coribantes eran divinidades que habían nacido de la unión de Atenea y Helio. Algunos, además, consideran a los coribantes hijos de Crono, mientras que otros afirman que eran hijos de Zeus y de Calíope, y los identifican a los cabiros». Ferécides se refiere a nueve cirbantes —aunque no los cita individualmente— , que serían hijos de Apolo y Retia y que se habrían establecido en Samotracia. Diodoro también menciona que la madre de los dioses (posteriormente identificada con Rea y Cibeles) trasladó a la isla de Samotracia a los Coribantes.
Los coribantes son hombres con armadura, que siguen el ritmo de panderetas, cuernos, flautas y platillos, y lo marcan con sus pies. Al parecer, practicaban un culto místico y una característica destacada de su ritual era una danza salvaje, a la que se le atribuían poderes curativos de trastornos mentales. Es posible que en un principio fueran sacerdotes o curanderos de la antigüedad, a los que más tarde se consideró superhumanos. También se les atribuyó la invención del tambor. La danza, según el pensamiento griego, era una de las actividades educadoras o civilizantes, como la elaboración del vino o la música. La danza con armadura (llamada «danza pírrica» o simplemente «pírrica») era un ritual de iniciación para los jóvenes que «alcanzan la mayoría de edad» y estaba vinculada a la celebración de una victoria en la guerra.

Para Nono de Panópolis los coribantes nacieron de Combe y Socos, aunque este mito es exclusivo de este autor. Sus personajes, como Místide o Mistis («iniciada») como Corimbo («racimo»), son personajes que personifican los misterios dionisíacos y meros nombres parlantes:
«Los coribantes portadores de escudos, que habían guardado a Dioniso hasta que creció, comandaban las falanges eubeas: los del golfo de Frigia ya habían rodeado con su estrépito a Baco cuando era niño, junto a Rea, la que vaga por los montes. Antaño le hallaron los coribantes en las montañas, cubierto por un velo de color púrpura vinoso, como un infante astado, allá donde Ino se lo había confiado a Místide la niñera, la madre de Corimbo. En aquel momento todos acudieron desde la famosa isla: Primneo, Mimas, el de pies corredizos, Acmón el errabundo, Damneo y Oquítoo el belicoso. Con ellos vino hasta Ideo, como compañero de viaje, Meliseo el impetuoso, a quienes una vez expulsó su padre Socos, cegado por el insensato aguijón de la impiedad, de su patria ceñida por el mar junto con su madre Combe, de siete vástagos».
Combe y los coribantes estuvieron vagando por Creta, donde se refugió en Cnosos, después en Frigia, y finalmente en Ática donde pidió amparo a Cécrope, que los acogió. Cuando Socos murió, volvió a Eubea con sus hijos. 

Los coribantes frigios fueron identificados a menudo con otras fraternidades masculinas extáticas, como los dáctilos ideos o los curetes cretenses, divinidades de juventud (kuroí) que cuidaron de Zeus durante su corta infancia. En el mito griego de su nacimiento, el rito de las lanzas y escudos que entrechocan se interpreta como un medio para cubrir los gritos del niño-dios e impedir que su padre Crono lo descubra. Calímaco los vincula al nacimiento de Zeus: 
«Oh Zeus, las compañeras de los coribantes, las Melias del Dicte, te tomaron en sus brazos: te mecía Adrastea en una cuna de ro, y tú chupabas la ubre opulenta de la cabra Amaltea, y ávidamente consumías la dulce miel, producto repentino de la abeja Panácride en los montes Ideos que se llaman Panacra». 
Los coribantes cuidaron también a Dioniso en su infancia y a Zagreo, un hijo cretense de Zeus. El éxtasis salvaje que acompaña su culto puede compararse al de las ménades, las seguidoras de Dioniso.
Existían varias «tribus» de coribantes, entre ellas las de los Cabiros, los coribantes de Eubea y los de Samotracia. Hopladamo y sus gigantes se contaban entre los coribantes, y el titán Ánito era considerado un curete.

## Coribante o Córibas
En la versión anatolia se dice que Yasión se casó con Cíbele y engendró a Coribante. Una vez que Yasión pasó a ocupar un puesto en el círculo de los dioses, Dárdano, Cíbele y Coribante trasladaron a Asia los sagrados ritos de la madre de los dioses y se fueron con ellos a Frigia. Después Cíbele, tras unirse a Olimpo, engendró a Alce y dio a la diosa su propio nombre, Cíbele; por su parte Coribante, atribuyendo asimismo su propio nombre, llamó coribantes a los que eran presa del furor divino en la celebración de los ritos de la madre, y se casó con Teba, la hija de Cílix». En la versión cretense Coribante, que de nuevo dio su nombre a los coribantes, fue padre de Ida, quien, unida a Licasto, fue la madre del segundo Minos.

## Cirbante o Cirbas
Según Clemente de Alejandría Cirbante habría sido el padre del segundo Apolo y era natural de Creta. Estrabón refiere que la cretense Hierapitna (Ierápetra) habría sido fundada por Cirbante, uno de los curetes, y que estos a su vez fueron los nueve telquines que acompañaron a Rea hasta Creta para hacerse cargo de la educación de Zeus.